# Anceya giraudi
Anceya giraudi là một loài ốc nước ngọt trong liên họ Cerithioidea.
Loài này phân bố ở Burundi, Cộng hòa Dân chủ Congo, Tanzania, và Zambia. Môi trường sống tự nhiên của chúng là hồ nước ngọt.